# Эшворт, Энн
Энн Эшворт (англ. Anne Frances Ashworth, 1842—1921) — британская активистка феминистского движения.
Эшворт выросла в семье квакеров в Бате, Сомерсет. Её отец, Томас Эшворт, был другом Ричарда Кобдена, а Джейкоб Брайт и Джон Брайт были её дядями, все они были либералами и интересовались феминизмом. Вместе со своей сестрой Лилиас Энн подписала в 1866 году петицию об избирательном праве для женщин. Будучи в числе основательниц Лондонского национального общества за женское избирательное право, по просьбе Клементии Тейлор Энн и Лилиас основали отделение группы в Бате. Энн входила в состав исполнительного комитета, а когда в 1872 году был создан Центральный комитет Национального общества за женское избирательное право, Энн также вошла в его состав.
В 1871 году состоялись первые выборы в школьный совет Бата, и Эшворт была избрана, став одной из семи женщин в стране, получивших место на первых выборах. С 1873 года она входила в состав исполнительного комитета по имуществу замужних женщин, а также была членом Эдинбургского национального общества за женское избирательное право и Общества Бристоля и Западной Англии. Она не выступала на собраниях, но поддерживала группы организационно, финансово и предоставляла свой дом, Claverton Lodge, для отдыха выступающих после завершения конференций.
В 1877 году Эшворт вышла замуж за Джозефа Кросса, брата либерального депутата Джона Кинастона Кросса. Они переехали в дом Кросса в Болтоне, и Эшворт вступила в Манчестерское общество за женское избирательное право, войдя в состав его исполнительного комитета и оставаясь вице-президентом группы вплоть до 1907 года.